# Terri Windling
Terri Windling (ur. 3 grudnia 1958 w Fort Dix, New Jersey)  – amerykańska redaktorka, eseistka i autorka książek dla dzieci i dorosłych. Zdobyła dziesięciokrotnie World Fantasy Award, Nagrodę Mythopoeic, Nagrodę Brama Strokera, a jej zbiór opowiadań The Armless Maiden, ukazał się na liście Nagrody Jamesa Tiptree Jr. W 2010 otrzymała nagrodę Solstice Award, wręczaną w ramach Nagrody Nebula, która uhonorowała osoby o znacznym wpływie na literaturę fantastyczną. Prace Windling zostały przetłumaczone na francuski, niemiecki, hiszpański, włoski, czeski, litewski, turecki, rosyjski, japoński i koreański.

## Kariera
Na amerykańskim rynku Windling była jedną z głównych osób odpowiedzialnych za odrodzenie się tzw. mythic fiction, które rozpoczęło się we wczesnych latach 80. XX wieku. Początkowo udało jej się to poprzez pracy jako redaktor serii  dla Ace i Tor Books. Następnie zaczęła redagować serię powieści Fairy Tales, zawierających reinterpretację klasycznych baśni autorstwa między innymi Jane Yolen, Stevena Brusta, Pameli Dean, Patricii C. Wrede i Charlesa de Lint. Redagowała też ponad trzydzieści antologii związanych z tym tematem. Jest uznawana za jednego z twórców gatunku urban fantasy. Zajmowała się promocją pierwszych powieści Charlesa de Linta, Emmy Bull i innych pionierów tej formy.
Razem z Ellen Datlow wydała 16 tomów Year’s Best Fantasy and Horror (1986–2003), antologii, która zawierała opowiadania fantastyczne i poezję. Datlow i Windling wydały także razem serię bajek dla dorosłych pt. Snow White, Blood Red. Stworzyły także wiele antologii inspirowanych mitami i bajkami dla młodszych czytelników, np. The Green Man, The Faery Reel, i The Wolf at the Door. Stworzyły także serię dla nastolatków Borderland  oraz The Armless Maiden, zbiór tekstów dedykowanych dorosłym, którzy byli ofiarami przemocy wobec dzieci, tak jak ona sama.
Wśród twórczości Windling można znaleźć między innymi The Wood Wife (za którą zdobyła Mythopoeic Award for Novel of the Year) oraz kilka książek dla dzieci: The Raven Queen, The Changeling, A Midsummer Night's Faery Tale, The Winter Child oraz The Faeries of Spring Cottage. Jej eseje o mitach, folklorze oraz literaturze fantastycznej zostały opublikowane w czasopismach, także akademickich, książkach artystycznych oraz antologiach. Była współtwórcą The Oxford Companion to Fairy Tales, edytowanego przez Jacka Zipesa. 